# Rafail Asbuchanow
Rafail Asbuchanow (* 25. Januar 1989 in Serenda, Sowjetunion) ist ein momentan vereinsloser deutsch-kasachischer Fußballspieler.

## Karriere
Neben dem Fußball spielte Asbuchanow in seiner Kindheit auch Handball und war im Taekwondo aktiv. In letzterem stand er nach eigener Aussage auch kurz vor einem Sprung in die kasachische Nationalmannschaft. Durch die Terminüberschneidung entschied er sich aber komplett auf den Fußball zu fokussieren. Asbuchanow spielte in seiner Jugend beim SV Soltau, MTV Soltau wie beim SC Langenhagen. Danach ging es für ihn in das Sportinternat des FC Carl Zeiss Jena wo er bis 2008 in der U-19 spielte und in der U-19-Bundesliga Nord/Nordost auf zwei Einsätze kam. Danach wechselte er 2008 in die zweite Mannschaft, welche zu der Zeit in der NOFV-Oberliga Süd spielte und erhielt neun Einsätze. Anschließend war er für ein paar Monate vertragslos und ein Wechsel zu einem Profiverein im russischsprachigen Bereich kam nicht zustande. Im Oktober 2009 kehrte Asbuchanow zurück nach Niedersachsen, dieses Mal zum SV Ramlingen-Ehlershausen, wo er in der Oberliga Niedersachsen West bei 16 Einsätzen ein Tor erzielte. Zur nächsten Saison wechselte er zum TuS Heeslingen und kam auf 21 Einsätze. Außerdem nahm er auch noch am DFB-Pokalspiel gegen Energie Cottbus teil, welches 1:2 verloren wurde. Ursprünglich wollte Asbuchanow im Jahr 2011 in Frankfurt sein Studium mit einem Platz im Kader der zweiten Mannschaft des FSV Frankfurt kombinieren, doch bei einem Probetraining bei Viktoria Köln lernte er den Spielerberater Ingo Klein kennen, welcher ihn zur KAS Eupen in die zweite belgische Liga vermittelte. Sein Trainer war zu dieser Zeit Wolfgang Frank. Er kam jedoch nur am Anfang der Saison 2011/12 und nur mit wenigen Minuten zum Einsatz. Anschließend war Asbuchanow vereinslos und versuchte erneut in Osteuropa Fuß zu fassen, was ihm wiederum nicht gelang. Im April 2016 ging Asbuchanow noch einmal nach Ramlingen-Ehlershausen, wo er wiederum nur zwei Einsätze erhielt. Während seines Studiums hatte Asbuchanow kaum Gelegenheit, Fußball zu spielen, und kehrte erst im Oktober 2018 als Spieler des TB Uphusen zurück in die Oberliga und wechselte im Juli 2019 zum MTV Wolfenbüttel, wo er bis zum Ende der Saison aktiv war. Ein neuer Verein ist seitdem nicht mehr bekannt.